# Oligosoma levidensum
Espèce
Synonymes
- Cyclodina levidensa Chapple, Patterson, Bell & Daugherty, 2008

Oligosoma levidensum est une espèce de sauriens de la famille des Scincidae.

## Répartition
Cette espèce est endémique de la région du Northland sur l'île du Nord en Nouvelle-Zélande.

## Étymologie
Le nom spécifique levidensa vient du latin levidensus, fin, léger, en référence à l'aspect de ce saurien.

## Publication originale
- Chapple, Patterson, Bell & Daugherty, 2008 : Taxonomic Revision of the New Zealand Copper Skink (Cyclodina aenea: Squamata: Scincidae) Species Complex, with Descriptions of Two New Species. Journal of Herpetology, vol. 42, no 3, p. 437-452 (texte intégral).